# Haffen-Mehr

Lage der ehem. Gemeinde Haffen-Mehr im Amt Haldern

Haffen-Mehr war bis 1974 eine eigenständige Gemeinde im damaligen Kreis Rees in Nordrhein-Westfalen, die aus mehreren Ortschaften bestand. Ihre Ortschaften gehören heute zur Stadt Hamminkeln im Kreis Wesel sowie zur Stadt Rees im Kreis Kleve.

## Geographie
Haffen-Mehr erstreckte sich südöstlich der Stadt Rees. Der Rhein bildete die westliche Grenze der Gemeinde. Zur Gemeinde gehörten die Dörfer Haffen, Mehr und Mehrhoog sowie ausgedehnte landwirtschaftlich genutzte Gebiete mit weiteren Wohnplätzen, darunter Averforth, Bellinghoven, Bruckshof, Lohrwardt, Lorkenhof, Moshövel, Overkamp-Ree, Stoppendahl und Woyerhof. Durch Kiesabbau entstanden im Westen der Gemeinde mehrere große Baggerseen. Die Gemeinde Haffen-Mehr besaß eine Fläche von 31,5 km².

## Geschichte
Haffen-Mehr bildete seit dem 19. Jahrhundert eine Landgemeinde in der Bürgermeisterei Haldern (seit 1928 Amt Haldern) im Kreis Rees im Regierungsbezirk Düsseldorf.
Am 1. Januar 1975 wurde die Gemeinde Haffen-Mehr durch das Niederrhein-Gesetz aufgelöst und entlang der Gewässerkette Hagener Meer–Bellinghover Meer–Lange Renne geteilt. Der westliche Teil der Gemeinde mit Haffen und Mehr wurde in die Stadt Rees eingegliedert, während der Ostteil der Gemeinde mit Mehrhoog zur Gemeinde (seit 1995 Stadt) Hamminkeln kam.

## Einwohnerentwicklung
| Jahr | Einwohner | Quelle |
| ---- | --------- | ------ |
| 1832 | 1568      | [ 3 ]  |
| 1861 | 2138      | [ 2 ]  |
| 1871 | 2013      | [ 4 ]  |
| 1885 | 2026      | [ 5 ]  |
| 1910 | 2175      | [ 6 ]  |
| 1925 | 2268      | [ 1 ]  |
| 1939 | 2430      | [ 7 ]  |

## Sohn der Gemeinde
- Wilhelm Bartsch (1873–1959), Rechtsanwalt und Politiker in Freiburg im Üechtland